# جورج إف. ووكر
جورج إف. ووكر هو مؤلف وكاتب سيناريو كندي، ولد في 23 أغسطس 1947 في تورونتو في كندا.

## وصلات خارجية
- جورج إف. ووكر على موقع IMDb (الإنجليزية)
- جورج إف. ووكر على موقع ألو سيني (الفرنسية)
- جورج إف. ووكر على موقع أول موفي (الإنجليزية)
- جورج إف. ووكر على موقع قاعدة بيانات الفيلم (الإنجليزية)
- جورج إف. ووكر على موقع كينوبويسك (الروسية)